# 飓风威拉
飓风威拉（英語：Hurricane Willa）是2018年10月下旬在墨西哥西南部产生狂风暴雨并造成重大破坏的强劲热带气旋，其中锡那罗亚州和纳亚里特州灾情特别严重。威拉是2018年太平洋颶風季形成的第25个热带气旋，第22个获命名的风暴，第13场飓风，第十场大型飓风，和追平历史最高纪录的第三场五级飓风，还是2006年飓风莱恩过后首场登陆锡那罗亚州的大型飓风。
威拉源自10月初离开非洲的东风波，14日抵达加勒比海西南部后，美国国家飓风中心认为系统有组织成热带气旋的潜力并开始监控，但东风波实际上没有显著发展便穿越中美洲进入东太平洋。气象机构继续追踪，系统于10月20日在墨西哥西南近海组织成热带低气压，而且当天就升级成热带风暴威拉并开始快速增强，次日达到最大持续风速每小时260公里的最高强度，已属五级飓风。受眼牆置換循環和风切变增多的共同影响，气旋逐渐减弱，于10月24日清晨以三级飓风强度登陆墨西哥錫那羅亞州，此后迅速弱化，当天便在墨西哥东北部上空逐渐消散。
面对飓风威胁，墨西哥西部地区接获热带风暴或飓风观察预警和警告。气旋共夺走九条人命，经济损失达162亿墨西哥比索（相当于同年的8.25亿美元），其中大部分发生在飓风沿途地区。威拉共导致四个州近十万居民家中断电，埃斯奎纳帕的学校、医院和基础设施遭受重大破坏，损失总额估计达60亿墨西哥比索（合3.06亿美元）。河流泛滥成灾导致建筑受损，锡那罗亚州和纳亚里特州大片地区没有饮用水。周边多个州发生洪灾和山体滑坡，造成破坏和人员受伤。威拉的残留后来进入美国，在德克萨斯州引发山洪。飓风过后，大批灾民直到数月后才获得墨西哥联邦政府的直接援助。该国居民主要依靠救灾组织帮助搜寻个人财物，修复受损房屋。锡那罗亚州政府向灾民提供的床垫已经腐烂，联邦政府用于救灾的拨款下落不明，部分地区直到风暴过去数月后才开始重建。

## 气象历史
飓风威拉源自2018年10月2日离开非洲西海岸的东风波，此后几天向西穿越大西洋，其间对流（即雷暴）偶有爆发，但在强烈的风切变干扰下无法朝中心聚集。10月14日，美国国家飓风中心开始监控位于加勒比海西南部的东风波，认为系统有发展成热带天气系统的潜力。次日，行进至尤卡坦半岛东南方向的系统结构已有改善，而且陆地附近的外界条件也有利于进一步发展，美国空军预备役司令部第53气象侦察中队为此制订洛克希德WC-130侦察机飞入系统调查的计划。但是，东风波于10月16日登陆伯利兹，故而无法继续组织。
10月17日清晨，东风波进入东太平洋，次日仍未凝聚成热带气旋，结构渐趋混乱，形状显著拉长。10月19日清晨，东风波所在位置东侧形成新低壓槽，并于当天组织成热带风暴维森特。原本的东风波继续向西并逐渐组织，于协调世界时10月20日午夜0点在曼萨尼约以南约425公里海域发展成热带低气压。气旋中心以南开始形成带状特征，中心以东的云顶温度低至零下85至91摄氏度。接下来系统发展出紧密的内核，美国国家飓风中心于中午12点左右将曼萨尼约西南偏南方向约465公里洋面的热带低气压升级成热带风暴，并以“威拉”（Willa）命名。
不久，风暴开始快速增强，下层中心嵌入环流中心周围的中心密集雲團區下方，还开始沿中层高壓脊的西侧边缘转朝西北方向前进。气旋四周及上空的条件有利于发展，风切变很少，空气湿度高，海面温度达到29摄氏度，促使威拉于10月21日早上六点升级成飓风。系统周围的外流格局良好，对流中心形成小風眼。下午18点，气旋已达三级飓风标准，红外线图像和卫星图像上的风眼都已非常清晰，成为2018年太平洋颶風季第十场大型飓风。风暴继续快速增强，于10月22日早上六点左右在墨西哥哈利斯科州科连特斯角（Cabo Corrientes）西南偏南方向约315公里水域达到最大持续风速每小时260公里，最低气压925毫巴（百帕，27.3英寸汞柱）的最高强度，已属五级飓风，这也表明威拉的风力时速在48小时内共提升205公里。此后几天气旋蜿蜒逼近墨西哥，沿高压脊边缘转向北上，后又因中到上层低压槽逼近转朝东北方向移动。
威拉达到最高强度后不久，微波卫星图像发现外层风眼墙，表明飓风进入眼牆置換循環。在此期间，气旋还同东南方向的小型热带风暴维森特相互影响。虽然外界环境有利，但眼牆置換循環仍令威拉减弱，风眼被云层遮挡。随着西南向风切变开始增长，风暴强度在10月23日早上六点左右回落到三级飓风范围。眼牆置換循環结束后，飓风停止减弱，风眼于下午17点45分经过圣胡安尼托岛和瑪麗亞群島上空。10月24日凌晨1点20分，系统以三级飓风强度从錫那羅亞州棕榈佛得角（Palmito del Verde）附近登陆，此时的一分钟持续风速为每小时185公里，中心最低气压968毫巴（百帕，28.6英寸汞柱）。威拉至此成为2015年颶風派翠莎过后首场袭击墨西哥的太平洋大型飓风，也是2006年飓风莱恩过后第一场吹袭锡那罗亚州的大型飓风。风暴朝内陆进发，风眼很快就从卫星图像上消失。受西南向风切变和墨西哥山区地形共同影响，威拉迅速减弱，早上六点已消退成热带风暴，并且六小时后便在墨西哥东北部上空消散，中到上层环流与下层环流分离。气旋残留继续向东北方向移动，在美国多个州产生降水，残留低气压蕴藏的能量还促使美国东部形成东北风暴。

## 防灾措施
10月21日下午15点，墨西哥政府向納亞里特州圣布拉斯（San Blas）至馬薩特蘭的该国西岸地区发布飓风观察预警，同时向圣布拉斯至普拉亚普鲁拉（Playa Perula）之间发布热带风暴观察预警。六小时后，马萨特兰至坦培瓦亚湾间（Bahia Tempehuaya）地区也收到热带风暴观察预警。10月22日凌晨三点，飓风观察预警和热带风暴观察预警升级成飓风警告或热带风暴警告。威拉在杜蘭戈州上空减弱成热带风暴后，所有警告均于10月24日早上六点中止。

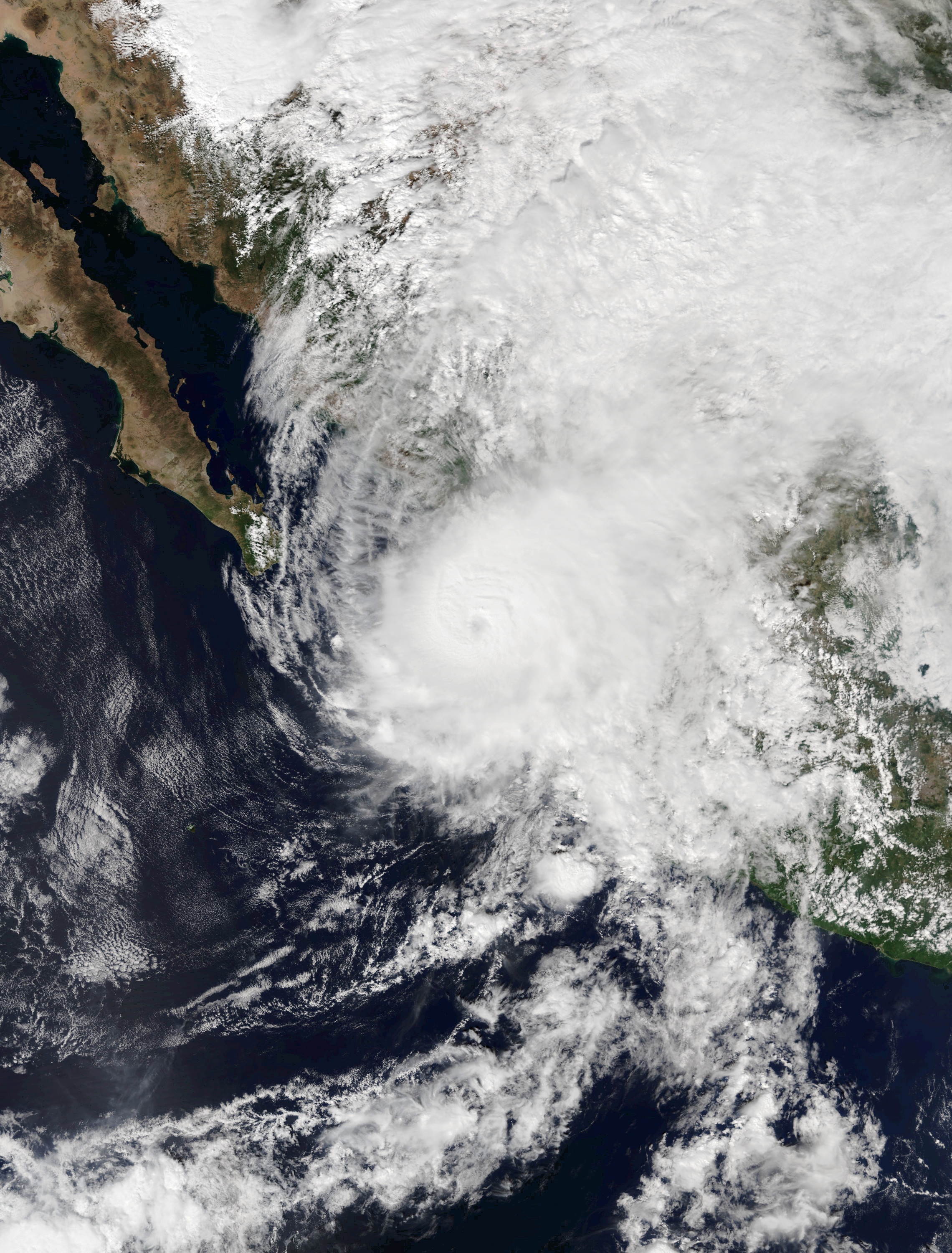
10月23日即将登陆錫那羅亞州的飓风威拉

威拉逼近墨西哥太平洋沿海地区期间，该国还接获其他多种天气预警。风暴直接威胁的锡那罗亚州和纳亚里特州地区收到代表最高危险等级的红色警报。锡那罗亚州中部和哈利斯科州巴亚尔塔港接到代表高危险等级的橙色警报。奇瓦瓦州大部分地区进入黄色警戒状态，表明中等程度危险，危胁主要是暴雨。南下加利福尼亞州因海岸沿岸的海浪威胁收到绿色预警，代表最低等级危险。墨西哥海军部长维达尔弗朗西斯科·索伯伦·桑斯（Vidal Francisco Soberón Sanz）海军上将在索诺拉州、锡那罗亚州、纳亚里特州、哈利斯科州、科利马州和米却肯州启动致力军事防灾救灾的海洋计划预防措施。科蒙都港、拉巴斯港、洛斯卡沃斯港及其他位于加利福尼亚湾和科尔特斯海的港口禁止小型船只出海。锡那罗亚州康科迪亚（Concordia）、科萨拉（Cosalá）、伊洛塔（Elota）、埃斯奎纳帕、马萨特兰（Mazatlán）、罗萨里奥（Rosario）和圣伊格纳西奥自治区（San Ignacio）停课。哈利斯科州北岸和南岸约有1265所学校关闭。
锡那罗亚州和纳亚里特州约有20万人离开家园，其中约四万人经墨西哥陆军、海军及应急人员协助安置在2900多个避难所。风暴沿途商铺和企业关闭，马萨特兰国际机场及附近酒店风暴期间暂停开放。。面对洪灾威胁，马萨特兰自治区30个社区疏散。应急部门将沿海城市超过4250人强制疏散，并在风暴来袭前建立58个避难所。哈利斯科州设立23个避难所，约2500人提前转移。飓风促使埃斯奎纳帕至少六千人撤离。墨西哥自然灾害救济机构“丰登”（Fonden）提前向风暴登陆点附近及预计路线沿途居民分配90公噸食品。飓风登陆前数小时，墨西哥海军在南下加利福尼亚州拉巴斯设立粮食和其他物资收集中心。
面对飓风威拉和热带风暴维森特的双重威胁，诺唯真极乐号（Norwegian Bliss）游轮于10月23日改道加利福尼亚州聖地牙哥。不过，墨西哥国有的墨西哥石油公司宣布会在哈利斯科州、锡那罗亚州、纳亚里特州、索诺拉州和科利马州维持正常运营。为防万一，锡那罗亚州暂停所有公共交通和生产经营活动。纳亚里特州的公路和企业关闭，政府官员呼吁居民留在家里。为防抽水设备风暴期间损坏，纳亚里特州特皮克的27个社区于10月23日停水。哈利斯特州交通运输部聘请四百人检视322座桥梁和超过2200公里长的公路。该机构还备有包括鏟斗機在内的60台机器，准备应对山体滑坡。风暴期间，待命的路勤人员从22人增至40人。

## 影响

### 墨西哥

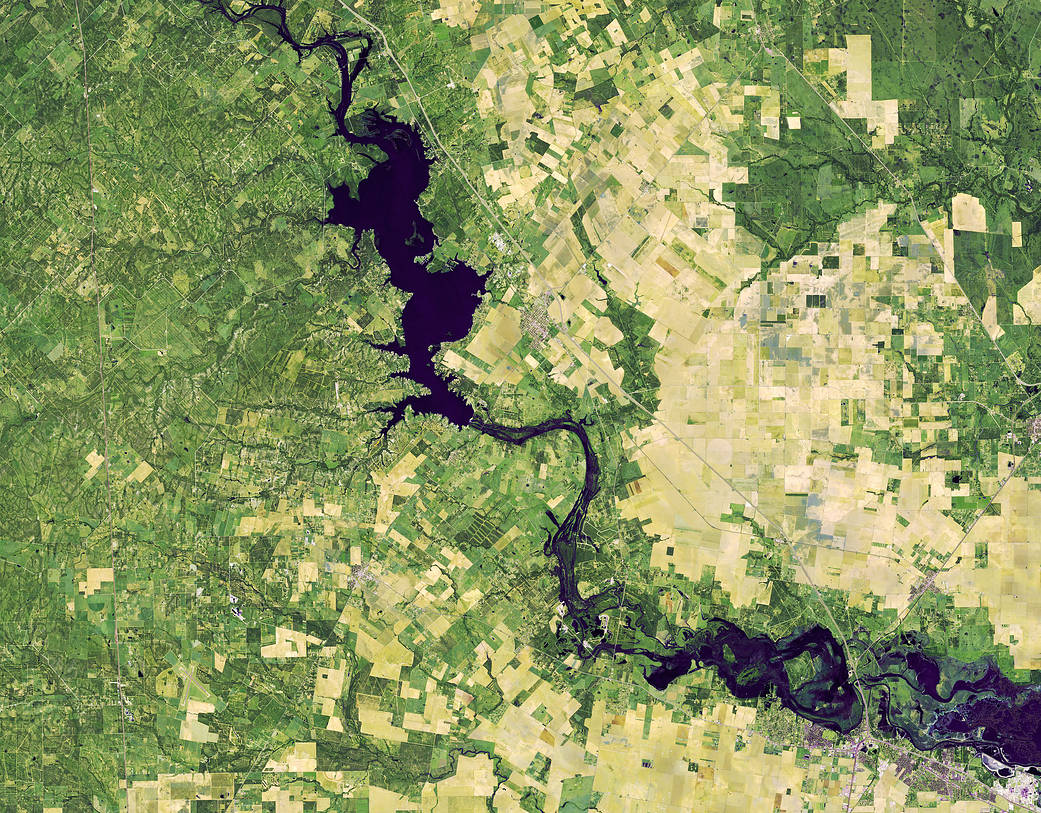
2018年11月1日卫星拍下努埃塞斯河泛滥成灾的照片

气旋风眼从瑪麗亞群島的两个岛屿上空经过，产生时速179公里的强烈阵风，15分钟的平均持续风速达每小时142公里，相当于时速160公里的一分钟持续风速。玛丽亚群岛监狱在风暴期间受损，棕榈树被连根拔起，屋顶坍塌，栅栏上的铁丝网也被扯落。
据追风者记载，飓风风眼登陆墨西哥本土时的最低气压只有968毫巴（百帕，28.6英寸汞柱]]），表明登陆时的风速为每小时185公里。登陆点及移动路线周边的阵风达飓风强度，同时伴随大浪和强烈的风暴潮。墨西哥西部降下暴雨，降水最多的圣安德烈斯米尔皮拉斯（San Andrés Milpillas）位于纳亚里特州北部，雨量达391毫米；哈利斯科州西部的锡瓦特兰也测得335毫米雨量。除上述两州外，威拉还在科利马州、杜蘭戈州、米却肯州和锡那罗亚州产生强降水。受风暴影响，锡那罗亚州、 纳亚里特州、杜蘭戈州和米却肯州约有9.62万人失去供电。

#### 锡那罗亚州
飓风威拉在锡那罗亚州登陆，埃斯奎纳帕和罗萨里奥两个自治区与外界的交通中断。狂风令民房受损，还刮倒树木阻塞道路。埃斯奎纳帕综合医院受到破坏，部分屋顶和墙壁坍塌，军人将院内35名病人转移。该市的电力和饮用水供应中断，估计损失总额达60亿墨西哥比索（合3.06亿美元）。埃斯奎纳帕72所学校因飓风严重受损，罗萨里奥也有19所，全州七个自治区共有1.7万公顷庄稼受到破坏。
气旋引发的洪灾导致特雷沃尔二世（Trébol II）社区大坝损伤。通往特卡潘（Tecapan）的公路沿线输电线缆中断，导致全镇停电。罗萨里奥至少降下188毫米雨量，导致巴卢阿特河（Baluarte River）水位急剧上涨，将石材开采机械和运输卡车卷走。基础设施所受破坏致使罗萨里奥多个社区没有饮用水，至少53公里公路无法通行，约三千公顷农作物因河水泛滥受损。暴雨在馬薩特蘭引发岩崩，卡马隆（Camarón）泻湖水位上涨。

#### 纳亚里特州
| 名称     | 年份   | 损失（美元） | 来源                        |
| -------- | ------ | ------------ | --------------------------- |
| 曼努埃尔 | 2013年 | 42亿         | [ 60 ]                      |
| 伊尼基   | 1992年 | 31亿         | [ 61 ]                      |
| 奥迪勒   | 2014年 | 12.5亿       | [ 62 ]                      |
| 阿加莎   | 2010年 | 11亿         | [ 63 ]                      |
| 威拉     | 2018年 | 8.25亿       | [ 64 ] [ 65 ] [ 52 ] [ 66 ] |
| 玛德琳   | 1998年 | 7.5亿        | [ 67 ]                      |
| 罗莎     | 1994年 | 7亿          | [ 68 ]                      |
| 保罗     | 1982年 | 5.2亿        | [ 69 ] [ 70 ] [ 71 ]        |
| 奥克塔夫 | 1983年 | 5.125亿      | [ 72 ] [ 73 ]               |
| 诺曼     | 1978年 | 5亿          | [ 74 ]                      |

威拉在纳亚里特州共造成至少100亿墨西哥比索（合5.1亿美元）的经济损失，导致约十万人无家可归，共12个自治区进入紧急状态。单该州北部的农业水力系统就受到价值七亿墨西哥比索（合3570万美元）的破坏。暴雨令河水浪头涨至超过11米，迫使多个自治区人员疏散，全州共1.2万人被迫前往避难所。
飓风降下暴雨，在圣佩德罗河（San Pedro River）与阿卡波內塔河沿线引发重大洪灾，18万人受影响。圣佩德罗河沿线四人溺毙，其中华吉科里（Huajicori）三人，图斯潘（Tuxpan）的圣维森特（San Vicente）一人。唯一通往乌卡拉山谷社区的公路被洪水冲毁，居民同外界的联系中断。狂风和洪水令当地养虾场血本无归，其中一户农民损失的虾有20至30公吨，价值约两百万墨西哥比索（合8.2万美元）。圣佩德罗河位于图斯潘境内河段溢出，导致污水泄露，该自治区四所公立学校中有三所遭受洪灾严重破坏，纳亚里特州还有另外42所学校受到相当程度破坏。图斯潘数万居民遭受深达两米的洪水影响。纳亚里特州北部还因河流泛滥导致饮用水短缺，供水直到风暴过去至少两周才陆续恢复。图斯潘政府的粮仓被淹，两吨食品援助毁于一旦。消防员通宵达旦救助被困屋顶的灾民。
阿卡波內塔河沿线洪灾严重程度创下新纪录，洪峰高达12.2米，最大泄洪量为每秒1.7万立方米，阿卡波内塔受到严重影响。墨西哥68号联邦公路许多车辆被洪水所困，阿卡波内塔收费站附近情况特别严重。民防及墨西哥海军人员开展至少80次水陆救援。墨西哥15D号联邦公路位于阿卡波內塔至拉瓜西马（La Guásima）路段因洪水封闭。

#### 其他地区
威拉在米却肯州降下暴雨，部分地区发生洪灾，导致河流泛滥。科因齐奥（Cointzio）大坝达到九八成容量，州首府莫雷利亚的蓄水和排污系统全部满荷。首府部分地点水深达一米，致使40个社区被淹，成百上千的民宅进水。贾卡兰达斯（Jacarandas）社区的污水系统发出异味，居民被迫转移。全市共开设三个避难所容纳灾民，经济损失估计为3500万墨西哥比索（合179万美元）。阿塔帕诺（Atapaneo）因山体滑坡导致货运列车脱轨，两人因此受伤。风暴带来的雨水令查帕拉湖上涨。
威拉在科利馬州沿海引起的大浪将船掀翻，船上分别28岁和30岁的两兄弟遇溺，两人当时正在抛洒亲人的骨灰，尸体后由地方官员和墨西哥海军找回。威拉和附近的热带风暴维森特导致天气反复无常，停靠曼萨尼约和图斯潘的许多油輪无法卸油，再加上向瓜达拉哈拉运送石油的主要管道关闭，导致哈利斯科州燃料短缺，约500个加油站受影响。
附近的哈利斯科州同样降下暴雨，引发街道洪灾，河流泛滥。梅拉克（Melaque）的步兵总部被淹，军人被迫转移。急流冲破拉曼萨尼拉（La Manzanilla）鳄鱼栖息地的篱笆，成百上千的鳄鱼逃脱。大量降水令帕帕洛阿潘河与夸察夸尔科斯河泛滥成灾。蓬塔佩鲁拉（Punta Pérula）的洪水有60厘米高，至少十余幢房屋进水。巴亚尔塔港近海波涛汹涌，当地还有树木倒塌并发生山体滑坡。暴雨在索諾拉州諾加萊斯夺走两条人命，洪水卷走汽车并冲进民房和商铺。
杜蘭戈州梅斯基特自治区（Mezquital Municipality）一名电力工人暴雨期间触电后摔死。该州至少有五个城镇被淹，新城自治区（Pueblo Nuevo Municipality）发生山崩，导致十个乡村社区的35幢民居受损。10月23至24日，墨西哥40号联邦公路位于杜兰戈至马萨特兰间部分路段封闭，全州各地学校停课至10月25日。萊爾多的经济损失约为1.4亿墨西哥比索（合714万美元）。面对不断上涨的水位，圣埃琳娜（Santa Elena）大坝周边地区共有两百人撤离。
威拉和附近的热带风暴维森特在伊達爾戈州降下暴雨，共引发十起山体滑坡。瓦斯特克（Huasteca）和塞拉（Sierra）的公路被石块和树枝堵塞。萨夸尔蒂潘（Zacualtipán）有两人因遭遇山体滑坡入院治疗，卡尔纳里（Calnali）的山崩掩埋房屋，七人被迫转移。韦韦特拉（Huehuetla）和特南戈山谷（Tenango del Valle）的道路也因山体滑坡无法通行。其他受山崩影响的公路包括：特兰奇诺（Tlanchinol）至韦亚帕（Hueyapa）州级公路位于特佩瓦坎德格雷罗（Tepehuacán de Guerrero）境内路段，帕丘卡至韦胡特拉（Huejutla）公路位于小米内拉尔（Mineral del Chico）境内路段，以及墨西哥城至坦皮科的联邦公路。

### 美国
10月24日，飓风威拉的残留在德克萨斯州和路易斯安那州产生暴雨和雷暴。当地土壤含水已因过去一个月间降水过多饱和，德克萨斯州东南部的加尔维斯顿县接获山洪警报。加尔维斯顿斯科尔斯国际机场（Scholes International Airport at Galveston）降水达到120毫米，打破1883年创下的该市日降雨量纪录。雨水引发山洪，流入沼泽、河道，将街道和部分汽车淹没。洪水还进入德克萨斯州农工大学加尔维斯顿分校的宿舍。

## 善后
墨西哥当局派出包括军人、水手、医生和护士在内的4.5万人协助救灾。科利马州、杜兰戈州、哈利斯科州、锡那罗亚州和纳亚里特州启动旨在协调搜救工作和救灾援助的DN-III-E计划（DN-III-E Plan）。锡那罗亚州库利亚坎（Culiacán）、罗萨里奥（El Rosario）、埃斯奎纳帕、拉克鲁兹伊洛塔（La Cruz de Elota）和马萨特兰自治区约布署1.1万名军人，协助将平民送到四个避难所，该州约1820人分得1400份口粮。军人在蒂卡潘医院修理受损的窗户，并将路上倒塌的树木挪走。杜兰戈州约部署590名军人。262名军人在科利马州监测马拉巴斯科河水位。米却肯州官员动员五百名军人协助灾民。哈利斯科州梅拉克、巴亚尔塔港和托马特兰（Tomatlán）共有154人在108名军人帮助下转移。墨西哥城政府在该市普希金花园（Pushkin Garden）设立食品、清洁用品和卫生用品收集中心。计划在纳亚里特州图斯潘建立社区厨房，墨西哥陆军在此分配三千份饭菜。墨西哥国家整体家庭发展系统共向飓风影响地区提供1600公吨援助物资，其中包括储藏的食品、镀锌金属板和瓶装水。
锡那罗亚州和纳亚里特州启动海洋计划，共计调遣1800名军人、163辆运输工具、八架飞机、15支地面部队、六艘舰船和三套移动厨房。墨西哥红十字会向两州提供4.4万公吨物资，其中运至纳亚里特州储藏室的有1.8万公吨，包括一千套卫生用品，另外2.6万公吨运至锡那罗亚州储藏室。此外，锡那罗亚州、纳亚里特州、哈利斯科州和瓜納華托州均开设收集中心。埃斯奎纳帕的罗萨里奥和克里斯托雷（Cristo Rey）共有约178人疏散。军人利用移动厨房在纳亚里特州特夸拉（Tecuala）分发约五百份食物。图斯潘自治区政府向灾民提供1270公吨食品、水、衣物、药品及其他物资。纳亚里特州官员向该州北部受灾最严重的地区派出76辆汽车运载医疗物资。哈利斯科州民防和消防机构利用水运工具向图斯潘自治区运送物资并评估纳亚里特州所受破坏。政府官员下令本是收费公路的墨西哥15号联邦公路免费通行一周，并为因飓风流离失所的灾民提供110万墨西哥比索（合5.7万美元）损款。墨西哥总检察长办公室向锡那罗亚州和纳亚里特州提供11公吨粮食和半吨药品，并派出四名医生。救助儿童会（Save the Children）向纳亚里特州儿童提供八百套卫生用品，还开设17家餐饮设施，为近三千儿童提供饮食，但位于博斯克岛（Isla del Bosque）、埃斯奎纳帕和蒂卡潘（Teacapán）的设施因供电不足关闭。
据墨西哥石油公司提供的消息，风暴过后瓜納華托州汽油短缺，估计主要原因是基础设施受损及偷油行为增多。部分港口无法卸油，偷油行为还导致部分运油管道关闭，其中图拉至萨拉曼卡段管道因偷油贼破坏而需封闭维修。
锡那罗亚州州长基里诺·奥尔达斯·科珀尔（Quirino Ordaz Coppel）宣布七个自治区进入紧急状态。11月5日，锡那罗亚多拉多斯队教练迭戈·马拉多纳主持慈善晚宴，为威拉和第19E号热带低气压的灾民提供财政援助。
墨西哥国家民防协调会将纳亚里特州阿卡波内塔、华吉科里、德尔纳亚尔（Del Nayar、特夸拉、罗萨莫拉达（Rosamorada）、鲁伊斯（Ruiz）、圣地亚哥伊克斯昆特拉（Santiago Ixcuintla）和图斯潘列为灾区。另据报导，锡那罗亚州埃斯奎纳帕自治区两千余户家庭在飓风过去半年后仍然在塑料棚中生活。此外，市长埃米特·索托·格雷夫（Emmet Soto Grave）称，上届政府汇报灾情时存在多处违规。10月23至28日，市政府统计的受损房屋数量仅144套，但实际受风暴影响的超过两千。墨西哥总统洛佩斯·奥夫拉多尔派联邦官员前往调查，发现公路、教育设施和旅游景点的破坏情况报告存在更多不尽不实之处。气旋消散后的一个月里，墨西哥国家水资源委员会称巴鲁阿特河（Baluarte River）的铬、汞和镍含量大幅上升。威拉产生的强烈阵风令各地芒果园损失惨重，产量大跌五成至七五成，相当于损失七万公吨芒果或1.33万公顷果园绝收，导致至少1200户农民需要贷款。马萨特兰市长向埃斯奎纳帕提供两台起重机和三辆倾卸卡车，并派遣60名工人前往。风暴过去数月后，罗萨里奥部分社区依然面临饮用水短缺。
受圣佩德罗河与阿卡波內塔河沿线洪灾影响，风暴过后第一周至少有18万人缺乏食品且无法同外界联络。部分居民家中满是河泥，只能完全自力清理。纳亚里特州灾民在飓风过后一个半月里都只得到救灾援助组织的帮助，感觉仿佛“被政府抛弃”。图斯潘的学校设施受损，所以长期停课。阿卡波内塔小镇桑多瓦莱斯（Los Sandovales）毁于一旦，大量居民无家可归。灾难过后几周里，纳亚里特州政府宣布政府已经破产，无法为重建提供资金。2019年，墨西哥政府宣布为纳亚里特州受灾自治区重建提供2.5亿墨西哥比索（合1040万美元），计划从二月开始重建。联邦救济基金共向图斯潘、罗萨莫拉达、特夸拉、阿卡波内塔和华吉科里拨款2319万墨西哥比索（合96.1万美元），当地533户居民各获得三万墨西哥比索（合1250美元）用于修复房屋。两名联邦官员向另外30户住房完全被毁的居民各提供12万墨西哥比索（合五千美元）。墨西哥政府还为公路、桥梁、学校和医院等公共基础设施重建拨款20亿墨西哥比索（合8360万美元）。估计纳亚里特州公共基础设施的修复成本约为22亿墨西哥比索（合9200万美元），清理该州交通要道淤泥的开支估计就要3900万墨西哥比索（合160万美元）。墨西哥国家级百货公司科珀尔（Coppel）从墨西哥政府获得6600万墨西哥比索（合280万美元），用于向4400户家庭各提供价值1.5万墨西哥比索（合625美元）的家具和家电优惠卷。由于丰登资源不足，锡那罗亚州灾民只能自掏腰包重建家园。该州向灾民提供价值两百万墨西哥比索（合10.1万美元）但已经腐烂的床单，同时允许灾民获取储藏室内的物资，目的是换取小企业主价值1800至一万墨西哥比索（合90至500美元）的赞助信。锡那罗亚州官员声称，丰登可能需要三年才能凑足修复工程所需资金。丰登已授权为飓风威拉的灾后重建提供总额8470万墨西哥比索（合430万美元）资金，但这笔钱一直不知所踪，风暴过去几个月后，修复工作仍未开始。洛佩斯·奥夫拉多尔总统到包括马萨特兰市在内的锡那罗亚州多地视察后，丰登又为埃斯奎纳帕和罗萨里奥提供5.1亿墨西哥比索（合2390万美元）用于救灾。